# Marko Grilc
Marko Grilc (ur. 7 lipca 1983 w Lublanie, zm. 24 listopada 2021 w Sölden) – słoweński snowboardzista. Nie startował na igrzyskach olimpijskich. Jego najlepszym wynikiem na mistrzostwach świata w snowboardzie było 14. miejsce w Big Air na mistrzostwach w Kangwŏn. Najlepsze wyniki w Pucharze Świata w snowboardzie osiągnął w sezonie 2008/2009⁣, kiedy to zajął 43. miejsce w klasyfikacji generalnej, a w klasyfikacji Big Air był drugi. W sezonie 2010/2011 po raz pierwszy zwyciężył w zawodach Pucharu Świata.
Zginął 24 listopada 2021 r. w wypadku snowboardowym w austriackim ośrodku narciarskim w Sölden.

## Sukcesy

### Mistrzostwa Świata
| Miejsce | Dzień       | Rok  | Miejscowość | Konkurencja    | Zwycięzca        |
| ------- | ----------- | ---- | ----------- | -------------- | ---------------- |
| 34.     | 17 stycznia | 2003 | Kreischberg | Halfpipe       | Markus Keller    |
| 39.     | 18 stycznia | 2003 | Kreischberg | Big Air        | Risto Mattila    |
| DNS     | 19 stycznia | 2003 | Kreischberg | Snowboardcross | Xavier de Le Rue |
| 14.     | 24 stycznia | 2009 | Kangwŏn     | Big Air        | Markku Koski     |

### Puchar Świata

#### Miejsca w klasyfikacji generalnej
- 2001/2002 – 62. miejsce
- 2002/2003 – 87. miejsce
- 2003/2004 – 16. miejsce
- 2004/2005 – 21. miejsce
- 2008/2009 – 2. miejsce
- 2009/2010 – 7. miejsce

#### Miejsca na podium
1. Stoneham – 21 lutego 2009 (Big Air) – 2. miejsce
2. Sztokholm – 21 listopada 2009 (Big Air) – 2. miejsce
3. Moskwa – 7 marca 2009 (Big Air) – 3. miejsce
4. Londyn – 30 października 2010 (Big Air) – 1. miejsce